# 荏原駅
もしかして
- 越中荏原駅
- 早雲の里荏原駅
- 荏原町駅
- 荏原中延駅
- 江原駅

のいずれかではありませんか？